# Woodville (California)
Woodville es un lugar designado por el censo ubicado en el condado de Tulare en el estado estadounidense de California. En el año 2000 tenía una población de 1,678 habitantes y una densidad poblacional de 148.5 personas por km².

## Geografía
Woodville se encuentra ubicado en las coordenadas 36°5′31″N 119°12′0″O / 36.09194, -119.20000. Según la Oficina del Censo, la ciudad tiene un área total de 11,3 km² (4,4 mi²), de la cual 11,3 km² (4,4 mi²) es tierra y 0 km² (0 mi²) 0.00% es agua.

## Demografía
Según la Oficina del Censo en 2000, los ingresos medios por hogar en la localidad eran de $25,474, y los ingresos medios por familia eran $22,946. Los hombres tenían unos ingresos medios de $16,917 frente a los $14,821 para las mujeres. La renta per cápita para la localidad era de $6,824. Alrededor del 36.5% de la población estaban por debajo del umbral de pobreza. El español es hablado por el 81.5%, mientras que el inglés es hablado por el 17.46%. 